# Oncideres rhodosticta
Oncideres rhodosticta är en skalbaggsart som beskrevs av Bates 1885. Oncideres rhodosticta ingår i släktet Oncideres och familjen långhorningar. Inga underarter finns listade i Catalogue of Life.